# Amerikai női vízilabda-válogatott
Az amerikai női vízilabda-válogatott az Amerikai Egyesült Államok nemzeti csapata, amelyet az Egyesült Államok Vízi sportok-szövetsége (angolul: United States Aquatic Sports) irányít.
A válogatott legjobb eredményei három olimpiai aranyérem 2012 és 2020 között, valamint hét aranyérem a világbajnokságokról. Ezeken túl, más viadalokon több alkalommal végeztek a dobogó első, második illetve harmadik fokán, a kilencvenes évek óta a világ egyik legerősebb válogatottja.

## Eredmények

### Olimpiai játékok
- 2000 —  Ezüst
- 2004 —  Bronz
- 2008 —  Ezüst
- 2012 —  Arany
- 2016 —  Arany
- 2020 —  Arany
- 2024 — 4. hely

### Világbajnokság
- 1986 –  Bronz
- 1991 –  Bronz
- 1994 – 4. hely
- 1998 – 8. hely
- 2001 – 4. hely
- 2003 –  Arany
- 2005 –  Ezüst
- 2007 –  Arany
- 2009 –  Arany
- 2011 – 6. hely
- 2013 – 5. hely
- 2015 –  Arany
- 2017 –  Arany
- 2019 –  Arany
- 2022 –  Arany
- 2023 – 5. hely
- 2024 –  Arany
- 2025 – 4. hely

### Világliga
- 2004 – Aranyérmes
- 2006 – Aranyérmes
- 2005 – 5. hely
- 2007 – Aranyérmes
- 2013 – 3. hely
- 2019 – 1. hely

### Világkupa
- 1979: Aranyérmes
- 1980: Ezüstérmes
- 1981: 4. hely
- 1983: Ezüstérmes
- 1984: Ezüstérmes
- 1988: 4. hely
- 1989: Ezüstérmes
- 1991: Bronzérmes
- 1993: 5. hely
- 1995: 6. hely
- 1997: 7. hely
- 1999: 6. hely
- 2002: Ezüstérmes
- 2006: 4. hely
- 2010:  Aranyérmes
- 2014:  Aranyérmes
- 2018:  Aranyérmes